# Nomkhubulwana
Nomkhubulwana (ook bekend als Unokubulwana en Inkosazana en omschreven als de Mbaba Mwana Waresa) is in de Zoeloe-mythologie de prinses van de hemel. Zij is de godin van de vruchtbaarheid die op geregelde tijd regen brengt. Alhoewel zij in een hut op de regenboog woont, verschijnt zij op aarde in de vroege lente in de mist die dan in de valleien van Zoeloeland hangt. Zij maakt de oogst overvloedig, en beschermt het graangewas. Op deze tijd van het jaar versieren de meisjes van de stammen zichzelf met jurken van gras en bloemen, passen een dag lang op het vee en houden een feest ter ere van Nomkhubulwana terwijl onder andere twee witte bokken geslacht worden. De traditie heeft te maken met de landbouw en de komst van het nieuwe seizoen.
Zij wordt aangeroepen als er een belangrijke beslissing genomen moet worden.
De Nomkhubulwana Foundation onder leiding van dr. Nomagugu Ngobese ondersteunt als culturele dekolonisatie de heropleving van dit oude volksgebruik waarbij ook het behoud van de maagdelijkheid vanaf de vroege puberteit tot de huwelijksleeftijd bevorderd wordt. De beweging verzet zich tegen kinderhuwelijken.